# 京王電鐵巴士

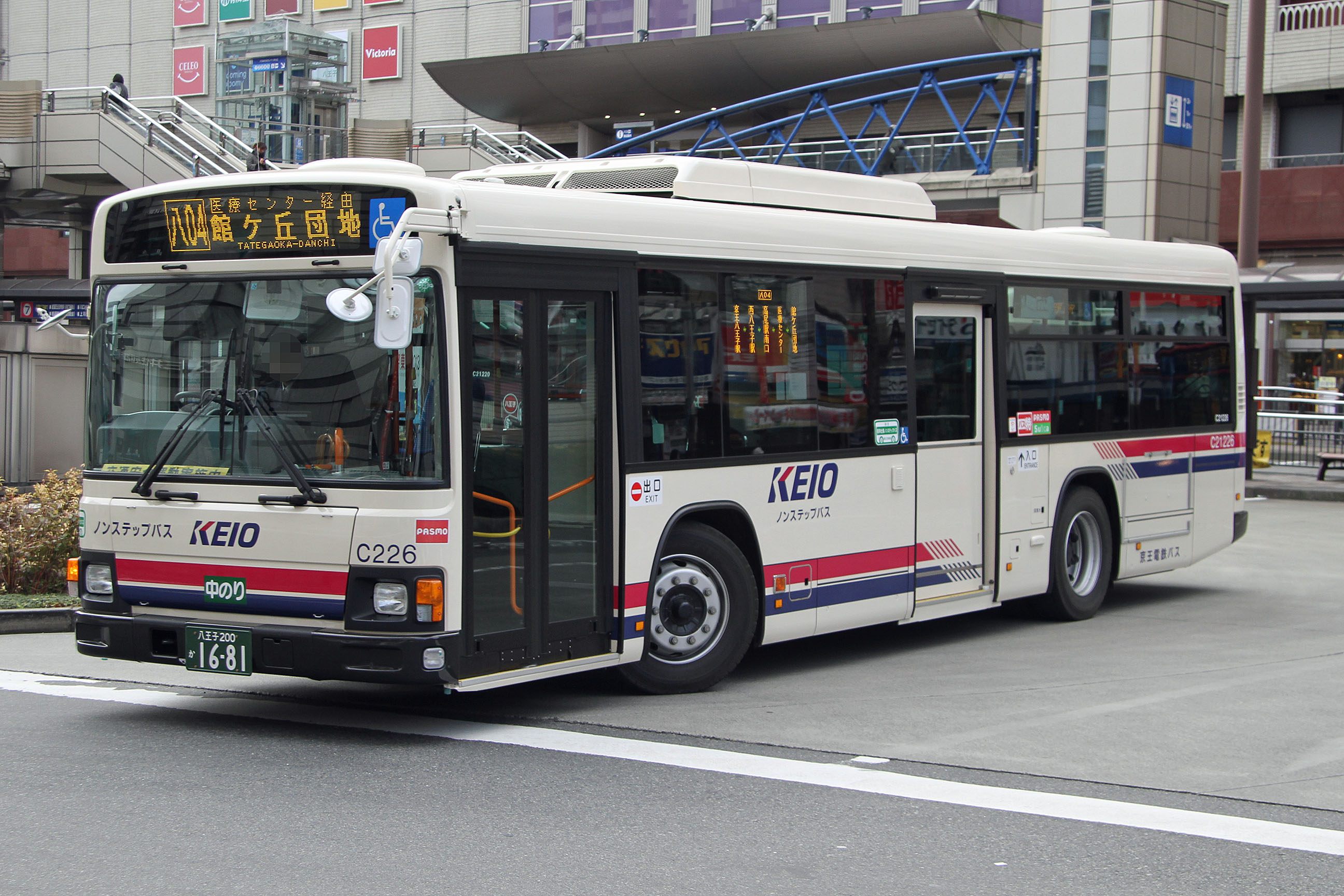
京王電鐵巴士的一般路線巴士
（八王子站北口）

京王電鐵巴士株式會社（日语：／，Keio Dentetsu Bus Co.,Ltd.）是2002年2月1日設立，同年8月1日接收京王電鐵自動車事業部的京王集團中核巴士公司。
京王電鐵巴士擁有京王巴士東，京王巴士南，京王巴士中央，京王巴士小金井四間子公司，共組成京王電鐵巴士集團。
一般路線巴士的營業區域以東京都多摩地域為中心，遍及京王電鐵沿線區域。除了東京都內路線，京王巴士南也擁有神奈川縣相模原市路線。此外，新宿站西口總站可搭乘往山梨縣、長野縣、岐阜縣、愛知縣的中央高速巴士，經關越道往長野市的高速巴士，經東名高速往静岡縣的高速巴士，往大阪府、兵庫縣、宮城縣的長距離高速巴士，往東京晴空塔、土氣站的高速巴士。另有京王線沿線與JR中央線沿線往羽田機場、成田機場的機場接駁巴士。新宿站、澀谷站也有往京王線沿線與JR中央線沿線的深夜中距離巴士與深夜急行巴士。

## 沿革

### 京王電氣軌道的巴士事業
京王巴士的歷史可追溯至1913年4月15日，京王電氣軌道的鐵路未完成區間（新宿站〜笹塚站間與調布站〜府中〜國分寺站間）的巴士事業。這是東京最初早的營業巴士，但這時只是暫時的運輸方式，1914年調布站〜國分寺站停止運行（之後廢除），1915年新宿站〜笹塚站間也隨著鐵路開通廢除。
昭和初期，京王再次發展巴士事業。自大正末期起，萬歲自動車開始營運甲州街道的新宿三丁目〜新町〜代代幡間，以及新町〜青山四丁目間的巴士路線。該公司在1924年7月更名為甲州街道乘合自動車，由於其路線威脅到與甲州街道平行的京王電軌鐵道線，1927年5月買下過半股權成為相關企業。
接著，京王電軌在1937年完全吸收甲州街道乘合，同時收購高尾遊覧自動車。此外，由於甲州街道乘合在之前合併了山之手乘合自動車與小金井乘合自動車，其路線已擴展至東京市內的音羽與武藏小金井站北側等地。
之後積極吸收多摩地域周邊業者。1938年，京王買下武藏中央電氣鐵道旗下的八王子市街自動車。同年吸收高幡乘合、翌年吸收由木乘合自動車事業。
由於大平洋戰爭爆發，1942年2月1日，依陸上交通事業調整法，山手線以內路線轉讓東京市。1944年5月31日，京王電軌與東京急行電鐵合併。

### 京王電軌以外的巴士事業
京王電軌運行的巴士路線大略涵蓋甲州街道上新宿區十二社周邊，及現在的多摩地區，現在京王巴士東運行的大部分路線是東京橫濱電鐵旗下東橫乘合與中野、杉並業者整合而來。現在的三鷹線（鷹64）原型是1935年帝都電鐵（井之頭線前身）的帝都電鐵巴士。

### 年譜
- 1913年4月15日 - 京王電氣軌道開始營運（新宿站〜笹塚站間與調布站〜府中〜國分寺站間）的巴士事業。
- 1914年2月 - 調布站〜府中〜國分寺站停止營運。之後廢止。
- 1915年2月15日 - 新宿站〜笹塚站間因鐵路開通廢止。
- 1937年12月1日 - 完全收購甲州街道乘合自動車（新宿站〜八王子站〜高尾山間等）。京王巴士重新啟動。
- 1938年3月21日 - 收購八王子市街自動車，合併事業。
- 1938年8月1日 - 收購高幡乘合（高幡〜立川間），合併事業。
- 1939年3月1日 - 收購由木乘合自動車（現在京王巴士南路線），合併事業。
- 1942年2月1日 - 依陸上交通事業調整法（日语：陸上交通事業調整法）進行戰時整合，山手線以內的路線轉讓東京市。
- 1944年5月31日 - 與東京急行電鐵合併。
- 1944年8月1日 - 收購府中乘合自動車商會（現在京王巴士中央路線），合併事業。
- 1948年6月1日 - 設立京王帝都電鐵，通離東京急行電鐵。自東急接收京王線以北的巴士路線。
- 1949年4月 - 導入都內最早的柴油巴士。
- 1949年10月 - 與東京都交通局締結協定，新橋站〜下高井戶路線開業。
- 1951年6月1日 - 開始觀光巴士事業。
- 1960年4月1日 - 八王子地區導入一人控制。
- 1976年4月 - 完成一人控制化。
- 1976年7月 - 引進冷氣巴士。
- 1980年4月6日 - 開始營運深夜巴士。
- 1986年8月20日 - 開始營運日野市內的迷你巴士。
- 1989年6月28日 完成引進巴士運行管理系統。
- 1989年10月14日 - 進入夜行高速巴士事業，開始營運新宿站西口〜高松站的Hello Bridge號（ハローブリッジ）。
- 1989年12月11日 - 進入深夜急行巴士事業，開始營運新宿站西口〜京王八王子站路線。
- 1990年10月12日 - 新宿站西口〜西鐵天神巴士中心間的夜行高速巴士博多號（日语：はかた号）開始運行（與西日本鐵道共同營運）。為日本最長路線。
- 1996年9月1日 - 多摩營業所變更搭乘方式。
- 1996年11月1日 - 完全導入巴士共通卡（日语：バス共通カード）。府中營業所變更搭乘方式。
- 1997年4月1日 - 設立京王巴士株式會社。
- 1997年10月1日 - 京王巴士開始營業。接手京王帝都電鐵調布營業所。
- 1998年7月1日 - 京王帝都電鐵更名為京王電鐵。
- 1998年10月16日 - 京王電鐵委託京王巴士營運部分路線。
- 2002年2月1日 - 京王電鐵巴士株式會社成立
- 2002年8月1日 - 京王電鐵巴士接收京王電鐵巴士事業，開始營運。
- 2003年10月1日 - 府中地區部分路線移交京王巴士中央，八王子西南部地區路線移交京王巴士南。
- 2005年11月1日 - 小金井地區部分路線移交京王巴士小金井。
- 2007年3月18日 - 京王電鐵巴士府中營業所、京王巴士東中野營業所、京王巴士東永福町營業所、京王巴士中央府中營業所、京王巴士小金井小金井營業所路線巴士導入PASMO。
- 2007年9月30日 - 包含子公司在內的所有營業所（除部分社區巴士）導入PASMO。
- 2010年7月31日 - 結束巴士共通卡。
- 2014年5月 - 本社移至現址。

## 子公司
京王為了提升巴士事業營運效率，自京王帝都電鐵時代的1997年起陸續設置子公司管理各地區路線。目前有四間子公司。

### 京王巴士東
京王巴士東（日语：／）是1997年4月京王巴士成立以來最早的分出的子公司，同年10月起接手調布營業所部分路線。之後陸續接手都區內的永福町營業所、中野營業所路線。除此之外，京王巴士東還受託營運杉並區、調布市、澀谷區、新宿區，三鷹市的社區巴士。2003年10月改為現名。世田谷營業所僅運行高速巴士、深夜急行巴士。

### 京王巴士南
京王巴士南（日语：／）是為提升多摩新市鎮南大澤地區旅客服務所成立，2001年12月設立時名為南大澤京王巴士，翌年4月1日開始營業。2003年10月改為現名。管轄營業所有南大澤營業所、多摩營業所、京王巴士南寺田支所。

### 京王巴士中央
京王巴士中央（日语：／）是負責府中地區的子公司，僅有府中營業所。2003年5月設立，同年10月開始營業。該公司還營運社區巴士Chu巴士（府中市）、CoCo巴士（小金井市）、Bun巴士（國分寺市）。

### 京王巴士小金井
京王巴士小金井（日语：／）是2004年11月設立的子公司。翌年11月接手京王電鐵巴士小金井地區部分路線。營業所有小金井營業所。

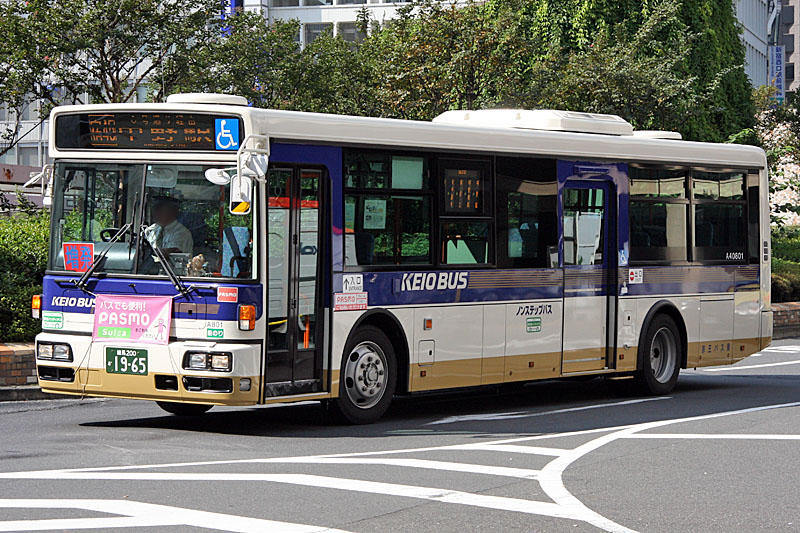
京王巴士東的一般路線巴士
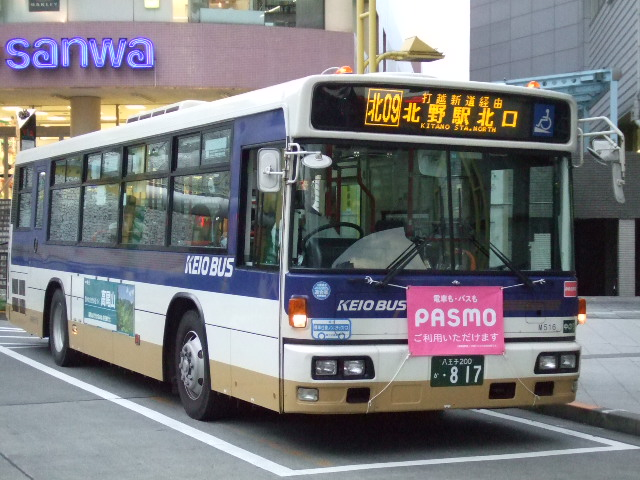
京王巴士南的一般路線巴士
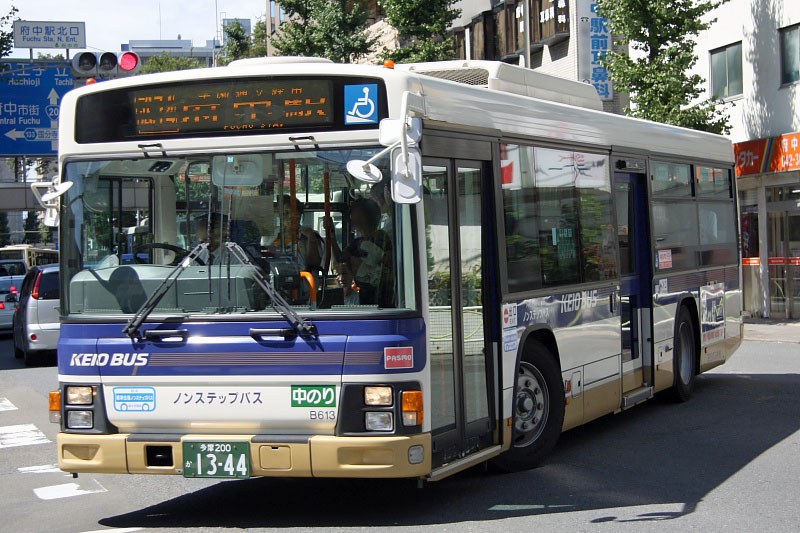
京王巴士中央的一般路線巴士
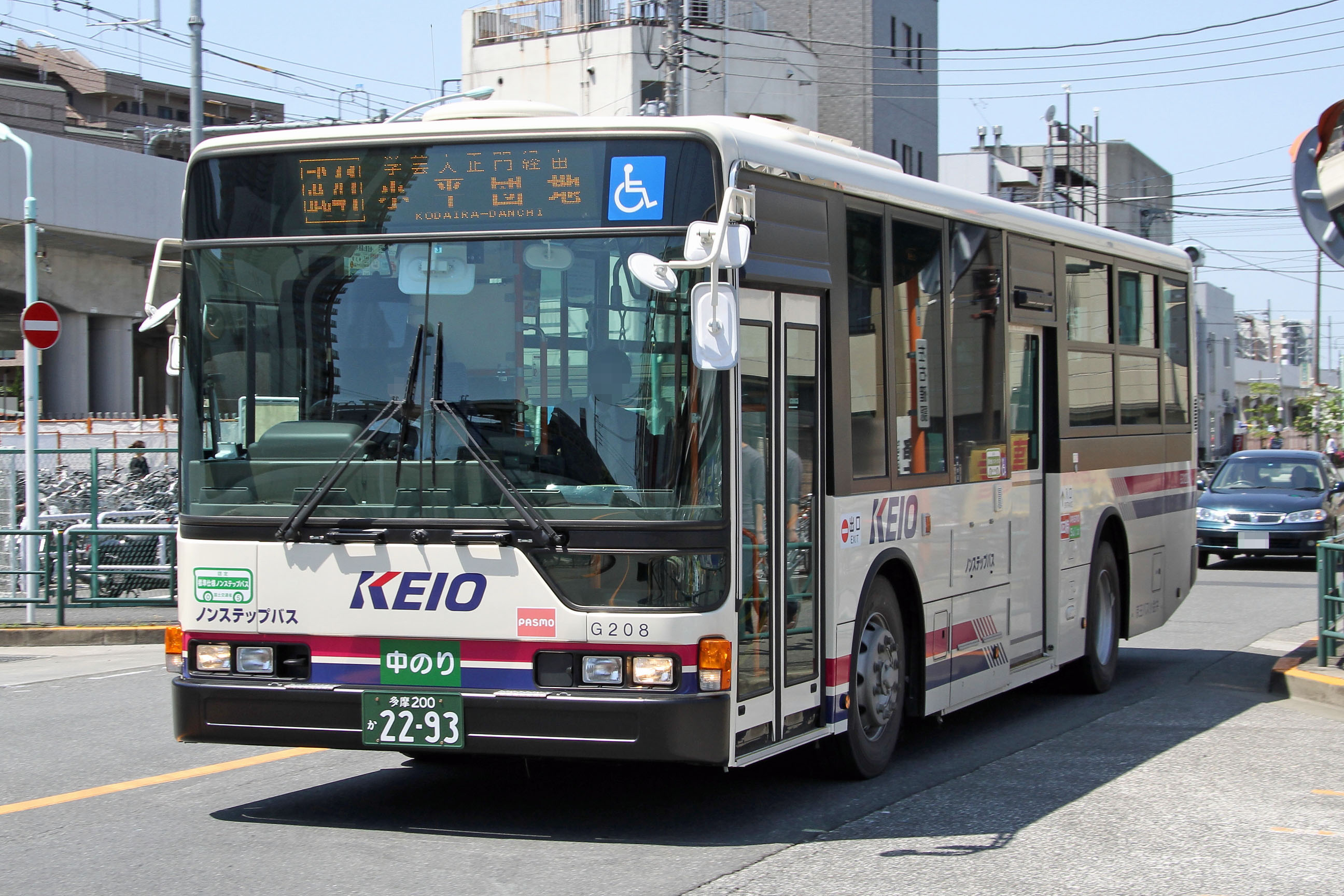
京王巴士小金井的一般路線巴士

## 營業所

### 京王電鐵巴士
- 八王子營業所（日语：京王電鉄バス八王子営業所） 編號：C（東京都八王子市長沼町1304番地之3）
- 櫻丘營業所（日语：京王電鉄バス桜ヶ丘営業所） 編號：S（東京都日野市落川4番地之898）
- 高速巴士中心 編號：K（東京都杉並區永福2丁目60番19號）

### 京王巴士東
- 調布營業所（日语：京王バス東・調布営業所） 編號：L（東京都調布市國領町6丁目6番）
- 永福町營業所（日语：京王バス東・永福町営業所） 編號：D（東京都杉並區永福2丁目60番19號）
- 中野營業所（日语：京王バス東・中野営業所） 編號：A（東京都中野區彌生町2丁目51番9號）
- 世田谷營業所 編號：K（東京都世田谷區上北澤5丁目9番1號）

### 京王巴士南
- 南大澤營業所（日语：京王バス南・南大沢営業所） 編號：M（東京都八王子市南大澤5丁目26番1號）
- 多摩營業所（日语：京王バス南・多摩営業所） 編號：J（東京都多摩市南野1丁目1番1號）
- 京王巴士南寺田支所（日语：寺田支所） 編號：T（東京都八王子市寺田町374番1號）

### 京王巴士中央
- 府中營業所（日语：京王バス中央・府中営業所） 編號：B（東京都府中市晴見町2丁目22番地）

### 京王巴士小金井
- 小金井營業所（日语：京王バス小金井・小金井営業所） 編號：G（東京都小金井市本町5丁目3番31号）

### 已關閉的營業所
- 京王帝都電鐵新宿營業所（東京都新宿區西新宿3丁目）
1953年設於初台站附近。編號「F」。1967年以後成為高速巴士營業所。1989年廢止，現為東京歌劇城。
- 京王帝都電鐵練馬營業所（東京都練馬區中村南1-22）
1963年開設。編號「H」，最近的巴士站為「南藏院」。1975年廢止。

## 高速路線

### 日間高速路線

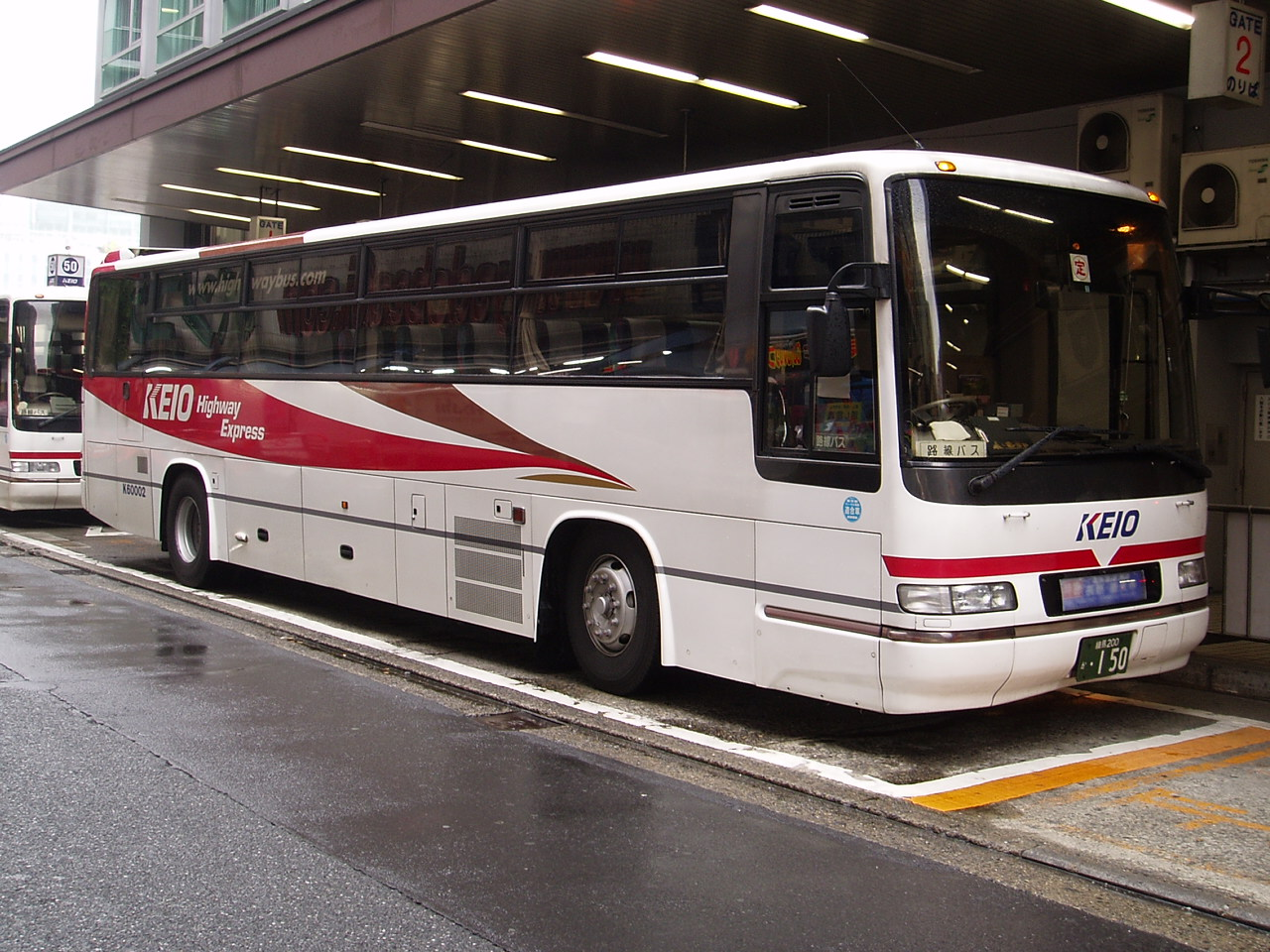
長野線（京王電鐵巴士）K60002

京王電鐵巴士集團擁有以中央自動車道為主要路線往山梨、長野的日間高速路線網。京王自昭和30年代初起就積極擴張往富士方向的路線，1956年10月6日與富士山麓電氣鐵道（現在的富士急行）締結協定，營運新宿站 - 山中湖、河口湖間路線（季節運行。1965年7月起改為每日運行），1959年7月5日與富士山麓電氣鐵道、山梨交通共同營運新宿站 - 昇仙峽間的定期急行巴士。
這些路線在中央道開通後，改為行駛高速道路，現總稱中央高速巴士。
京王電鐵巴士
- 長野線（日语：中央高速バス）：新宿高速巴士總站 - 上信越道屋代（日语：屋代バスストップ）、長野站前、國際21大酒店（日语：ホテル国際21） （ALPICO交通（日语：川中島バス）共同運行）
- 松本線（日语：中央高速バス）：新宿高速巴士總站 - 長野道綠湖、松本巴士總站（日语：松本バスターミナル） （ALPICO交通（日语：松本電気鉄道）共同運行）
- 伊那線（日语：中央高速バス）：新宿高速巴士總站 - 伊那市、駒根車庫 （富士快線（日语：フジエクスプレス）、山梨交通、伊那巴士（日语：伊那バス）、信南交通（日语：信南交通）共同運行）
- 飯田線（日语：中央高速バス）：新宿高速巴士總站 - 飯田站、飯田商工會館（ALPICO交通、伊那巴士、信南交通共同運行）
- 飛禪高山線（日语：中央高速バス）：新宿高速巴士總站 - 平湯溫泉（日语：平湯バスターミナル）、丹生川、高山濃飛巴士中心（日语：高山濃飛バスセンター） （濃飛乘合自動車（日语：濃飛乗合自動車）共同運行）

京王巴士東
- 富士五湖線（日语：中央高速バス）：新宿高速巴士總站 - 河口湖站、富士山站、山中湖、本栖湖 （富士急山梨巴士（日语：富士急山梨バス）、富士快線（日语：フジエクスプレス）共同運行）
- 富士山五合目線（日语：中央高速バス）：新宿高速巴士總站 - 富士山三合目、富士山五合目 （富士急山梨巴士、富士快線共同運行。季節運行）
- 裾野、三島、沼津線（日语：東京 - 沼津線）：新宿高速巴士總站 - 裾野市民文化中心前、三島站、沼津站北口、富士急沼津營業所 （富士急城市巴士（日语：富士急シティバス）共同運行）
- 甲府線（日语：中央高速バス）：新宿高速巴士總站 - 甲府站、湯村溫泉（日语：湯村温泉 (山梨県)） （富士急平和觀光（日语：富士急平和観光）、山梨交通共同運行）
- 身延線（日语：中央高速バス）：新宿高速巴士總站 - 南阿爾卑斯市役所、身延山、身延 （山梨交通共同運行）
- 諏訪岡谷線（日语：中央高速バス）：新宿高速巴士總站 - 上諏訪站、下諏訪、岡谷站、茅野站（富士快線、山梨交通、ALPICO交通、JR巴士關東共同運行）
- 白馬線（日语：中央高速バス）：新宿高速巴士總站 -信濃大町站前、白馬町、白馬八方、栂池高原、扇澤 （ALPICO交通共同運行）
- 木曾福島線（日语：中央高速バス）：新宿高速巴士總站 - 漆之里平澤（日语：道の駅木曽ならかわ）、木曾福島站前 （御岳交通（日语：おんたけ交通）共同運行）
- 名古屋線（日语：中央高速バス）：新宿高速巴士總站～中津川、桃花台、栄（日语：オアシス21）、名鐵巴士中心 （名鐵巴士（日语：名鉄バス）共同運行 ※也有夜間班次）
- 澀谷、新宿Liner濱松號（日语：渋谷・新宿ライナー浜松号）：新宿高速巴士總站 - 濱松站（日语：浜松駅バスターミナル） （JR東海巴士、遠州鐵道（日语：遠鉄バス）共同運行）
- 澀谷、新宿Liner靜岡號（日语：渋谷・新宿ライナー静岡号）：新宿高速巴士總站 - 清水站、靜岡站、東靜岡站（JR東海巴士共同運行）
- 土氣線：新宿高速巴士總站 - 東京晴空塔 - 松丘、千葉營業所、鎌取站、譽田站、土氣站（千葉中央巴士（日语：千葉中央バス）共同運行）
- 調布TDR線：調布站北口 - 東京迪士尼渡假區（京成Transit Bus（日语：京成トランジットバス）共同運行）

京王巴士南
- 多摩 - 河口湖線：南大澤站、多摩中心站、聖蹟櫻丘站 - 富士急高原、富士山站、河口湖站（富士急山梨巴士共同運行）
- 立川 - 飯田線：南大澤站、八王子工業團地、立川站 - 中央道伊那IC、飯田站（立川巴士（日语：立川バス）、伊那巴士共同運行）

### 夜間高速路線

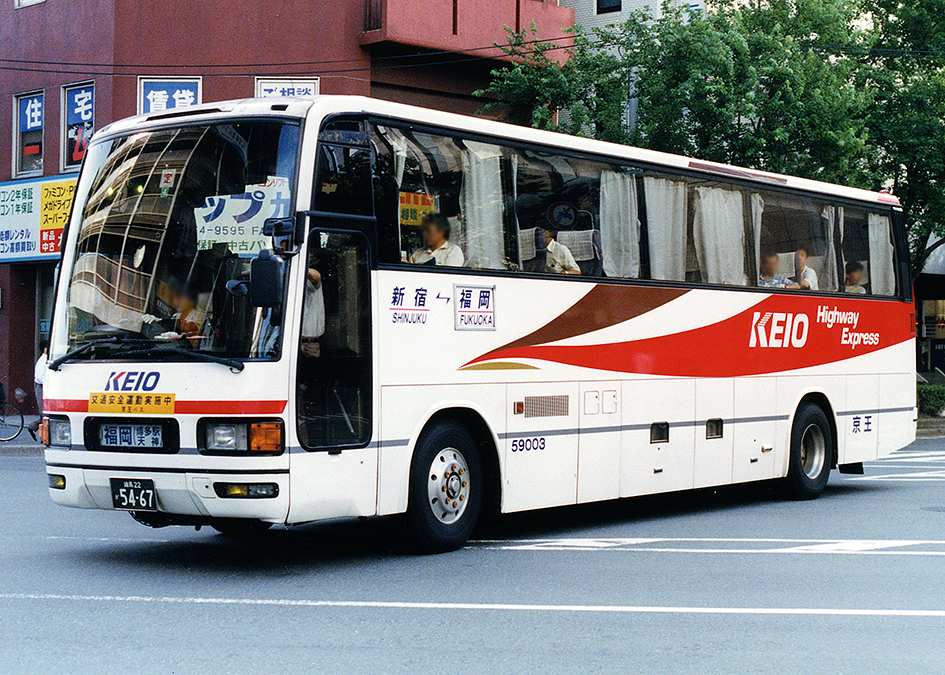
京王電鐵巴士運行的「博多號」

夜間高速巴士曾有1989年10月14日上路的新宿站西口 - 高松站線、1990年10月12日上路的日本最長路線新宿站西口 - 西鐵天神巴士中心線「博多號」（西日本鐵道共同運行）等四條路線。但因使用效率低落、其他交通機關競爭等因素，1996年10月1日起將福岡線以外的夜行路線交給同集團的西東京巴士（2003年9月至ら2008年9月由其子公司多摩巴士管理），1999年1月18日，福岡線結束營運（西日本鐵道單獨營運），暫時退出夜行路線。
2000年代，子公司京王巴士（現京王巴士東）在2003年7月18日與阪急巴士共同營運新宿站西口 - 大阪梅田線，同年12月與神姬巴士共同營運新宿站西口 - 三宮站 姬路站線，2006年3月31日，京王電鐵巴士開始營運新宿站西口 - 仙台站 - 石卷站間的夜行路線。

#### 仙台、石卷線

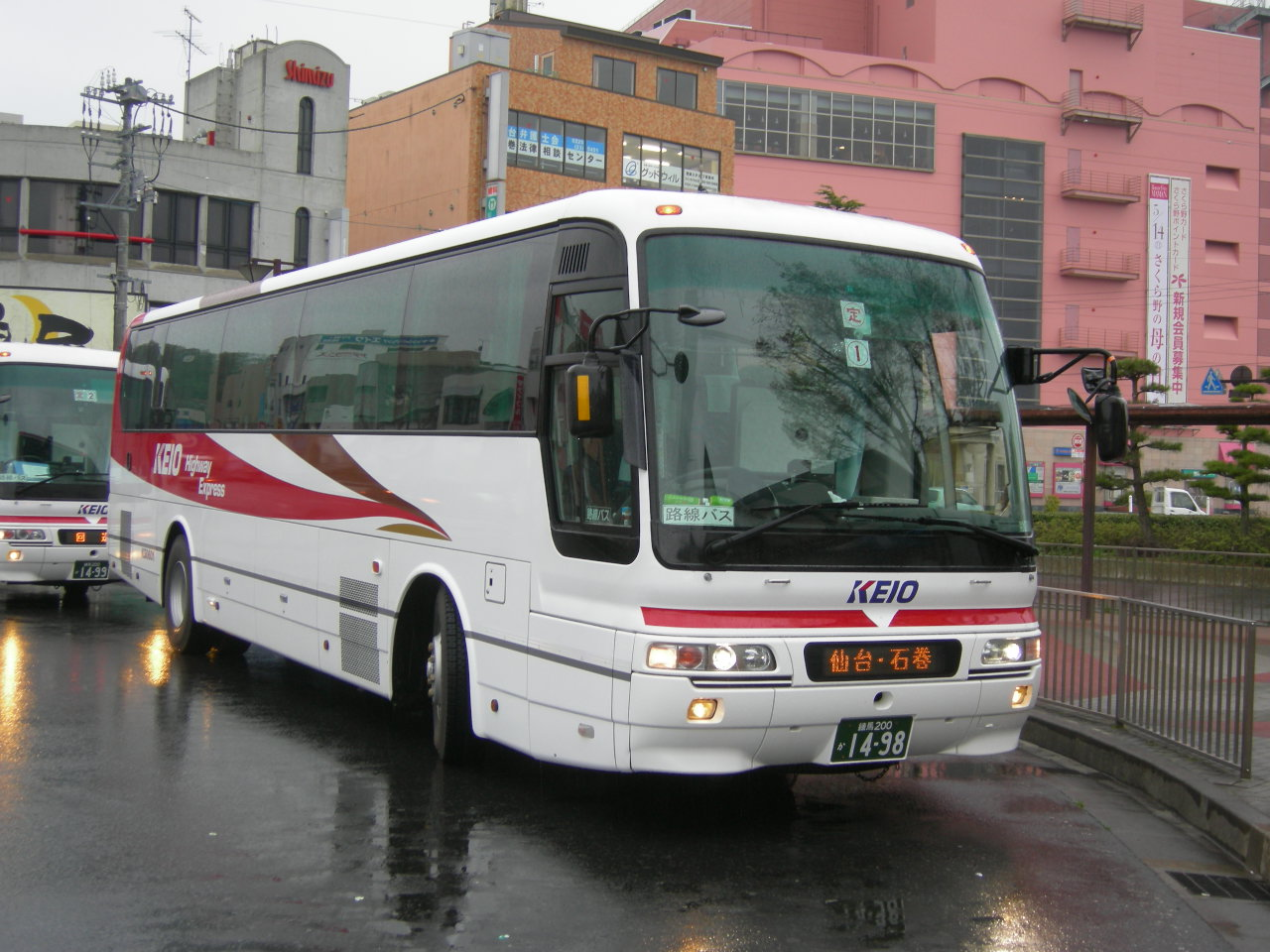
仙台、石卷線

- 廣瀨Liner（広瀬ライナー）：新宿高速巴士總站、澀谷Mark City - 仙台站前、石卷站前 （京王電鐵巴士、 宮城交通（日语：宮城交通）共同運行）

#### 大阪線
- 大阪線（日语：千葉・東京・横浜 - 大阪梅田・神戸線）：池袋站東口、澀谷Mark City、新宿高速巴士總站 - 千里中央、新大阪、阪急梅田 （京王巴士東、阪急觀光巴士（日语：阪急観光バス）共同運行）

#### 神戶姬路線
- 神戶姬路線（日语：プリンセスロード号）：新宿高速巴士總站、澀谷Mark City - 三宮站、姬路站 （京王巴士東、神姬巴士（日语：神姫バス）共同運行）

## 機場接駁、深夜急行路線

### 機場接駁路線
京王巴士東

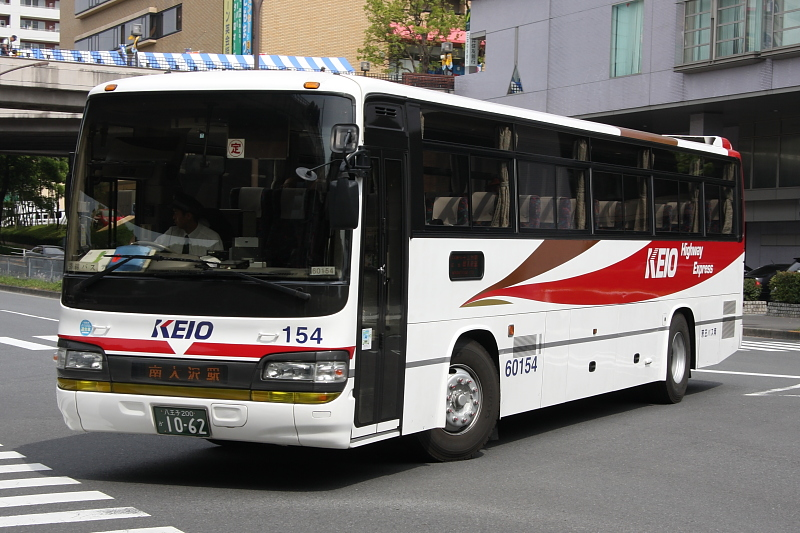
羽田多摩中心線(K60154)

- 調布成田線：調布站 - 成田機場 　與東京空港交通共管
- 調布羽田線：調布站 - 國分寺站 - 武藏小金井站 - 羽田機場　　與京王巴士中央（日语：京王バス中央・府中営業所）、東京空港交通共管

京王巴士中央
- 調布羽田線：調布站 - 國分寺站 - 武藏小金井站 - 羽田機場 　與京王巴士東（日语：京王バス東・調布営業所）、東京空港交通共管

京王巴士南
- 成田多摩中心線：南大澤站 - 京王多摩中心站 - 聖蹟櫻丘站 - 成田機場　　與東京空港交通共管
- 羽田八王子線：高尾站南口 - 西八王子站入口 - 京王八王子站 - 八王子站北口 - 羽田機場　　與東京空港交通、西東巴士（日语：西東京バス恩方営業所）共管
- 羽田多摩中心線：南大澤站 - 多摩中心站 - 聖蹟櫻丘站 - 羽田機場　　與東京空港交通共管

### 深夜急行路線
京王巴士東

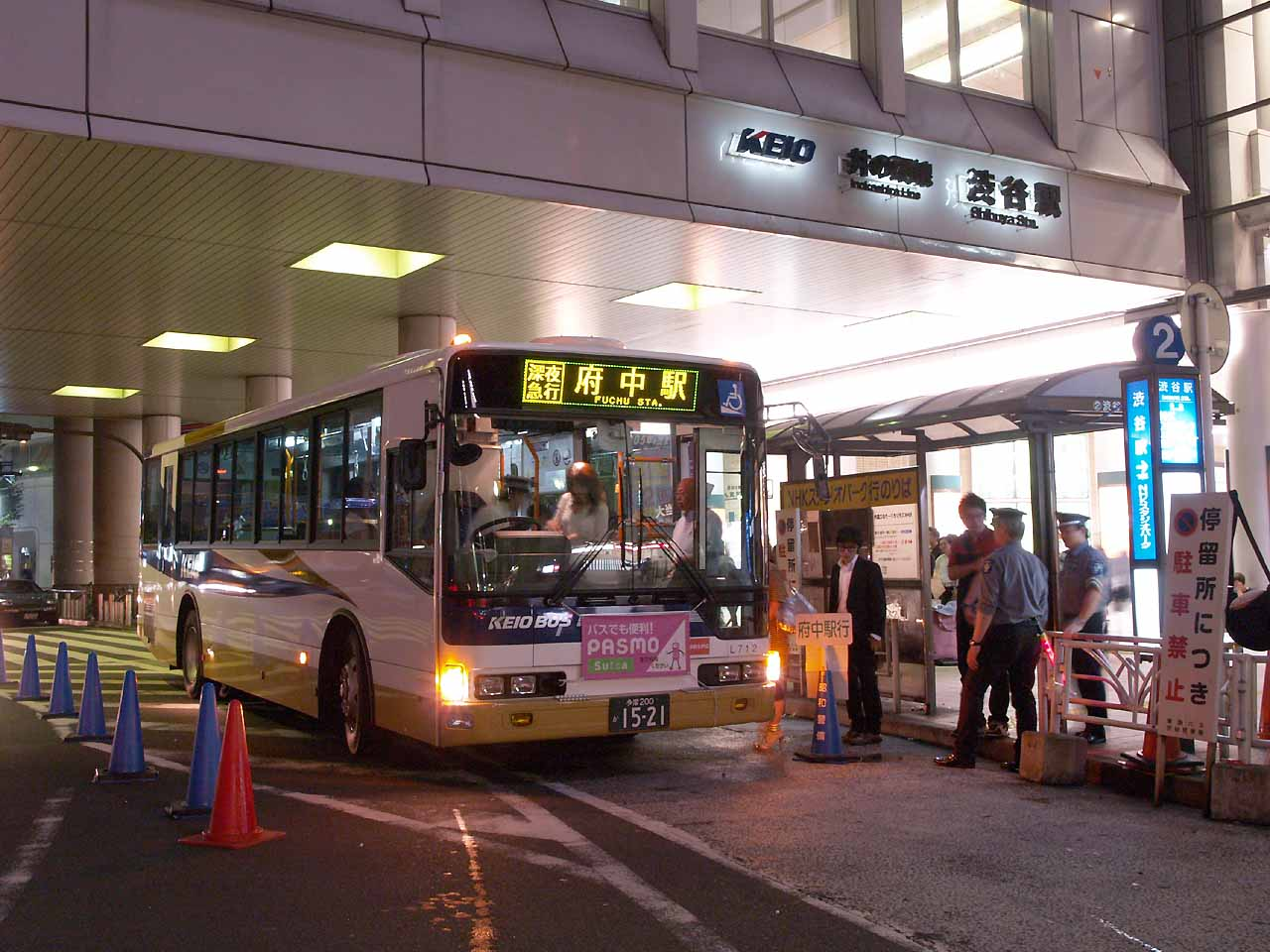
深夜急行巴士(L30712)

- 聖蹟櫻丘、八王子系統：新宿站西口→聖蹟櫻丘站、高幡不動站、京王八王子站、八王子站北口
- 調布、府中系統：新宿站西口→千歲烏山、調布站南口、東府中站、府中站
- 府中、國立系統：新宿站西口→府中站駅、武藏小金井站、國分寺站南口、國立站
- 行經井之頭線沿線：澀谷站→明大前入口、永福町、高井戶站入口、吉祥寺站北口
- 行經京王線沿線：澀谷站→千歲烏山、調布站南口、東府中站、府中站

京王巴士南
- 多摩中心、橋本系統：新宿站西口→稻城站、永山站、多摩中心站、南大澤站、多摩境站、橋本站

## 外部連結
- 京王巴士集團資訊 （页面存档备份，存于）
- 京王電鐵巴士集團官方網站 （页面存档备份，存于）